# Удхо, Мерлин
Мерлин Удхо  (род. 1953 год) — посол Гайаны в Бразилии и Чили, посол Гайаны в Республике Суринам (2009—2012). Выпускник Университета дружбы народов им. П. Лумумбы.

## Биография
Мерлин Удхо родилась в 1953 году. Окончила факультет экономики и права Университета дружбы народов им. Патриса Лумумбы, получила степень магистра юридических наук по специальности «международное право». Закончила также аспирантуру университета им. Патриса Лумумбы, защитила кандидатскую диссертацию по теме, посвященной проблемам развивающихся стран.
В разное время работала на национальном, региональном и международном уровнях как научный и политический деятель страны. Принимала участие в движении за права женщин в Гайане.
Место работы: советник по вопросам развития экономики Украины, укреплению парламентской демократии в Бангладеш и Восточной Европе в системе организации ООН; консультант по гендерной проблематике в Восточной Европе и Центральной Азии; координатор программ развития конкурентоспособности Гайаны; член Управляющего совета университета Гайаны; лектор по международному публичному праву.
В 2009 году получила назначение послом Гайаны в Республике Суринам. Работала в этой должности до 2012 годах.
С 2012 года Мерлин Удхо — посол Гайаны в Бразилии и по совместительству в Чили.